# Steinbach (Paar)
Der Steinbach, vermutlich auch Steinach genannt, ist ein 12 km langer rechter Zufluss zur Paar bei Mering im Landkreis Aichach-Friedberg in Bayern.

## Geographie

### Verlauf
Der Steinbach entsteht südlich von Steinbach beim Dachauer Forst, fließt weitgehend nordwestwärts bis zum Markt Mering, wo er von rechts in die Paar mündet.

### Zuflüsse
Liste einer Auswahl der direkten Zuflüsse von der Quelle zur Mündung.
- Stockwiesengraben, von links und Südwesten auf etwa 557 m ü. NHN gegenüber dem südlichen Ortsrand von Moorenweis-Steinbach, 1,5 km und 2,6 km²
- Steindorfer Graben, von links und Süden auf etwa 525 m ü. NHN gegenüber Steindorf-Hausen bei Hofhegnenberg, 3,2 km und 7,5 km²
- Rinnenbach, von rechts und Süden auf etwa 514 m ü. NHN unterhalb von Merching-Steinach bei Mering, 9,2 km auf dem Gesamtstrang Sandbrunnenbach → Finsterbach → Wachtmannbach → Rinnenbach und 30,7 km²
- Harthofgraben, von rechts auf etwa 514 m ü. NHN und Osten beim Harthof von Mering
- Kreutwiesengraben, von rechts auf etwa 511 m ü. NHN und Osten am Südostrand von Mering